# Polygonella fimbriata
Polygonella fimbriata là một loài thực vật có hoa trong họ Rau răm. Loài này được (Elliott) Horton miêu tả khoa học đầu tiên năm 1963.